# Qwan ki do
O Qwan Ki Do ("caminho da energia vital") é uma arte marcial de origem sino–vietnamita, compilada por Pham Xuân Tong, em 1981, durante seu exílio em Toulonum, França. Tido entre os maiores peritos em artes marciais do mundo, Mestre Tong, após 25 anos de estudos, elaborou a síntese dos mais celebres estilos das artes marciais chinesas e vietnamitas. Atualmente o Qwan Ki Do é desenvolvido em trinta países.
O Qwan Ki Do utiliza-se de diversas técnicas de torções, imobilizações, técnicas de chutes, projeções, defesa pessoal e o manejo de diversas armas tradicionais chinesas e vietnamitas, transmitindo a seus praticantes toda uma cultura e disciplina de uma autêntica arte marcial tradicional.